# Punto (juego)

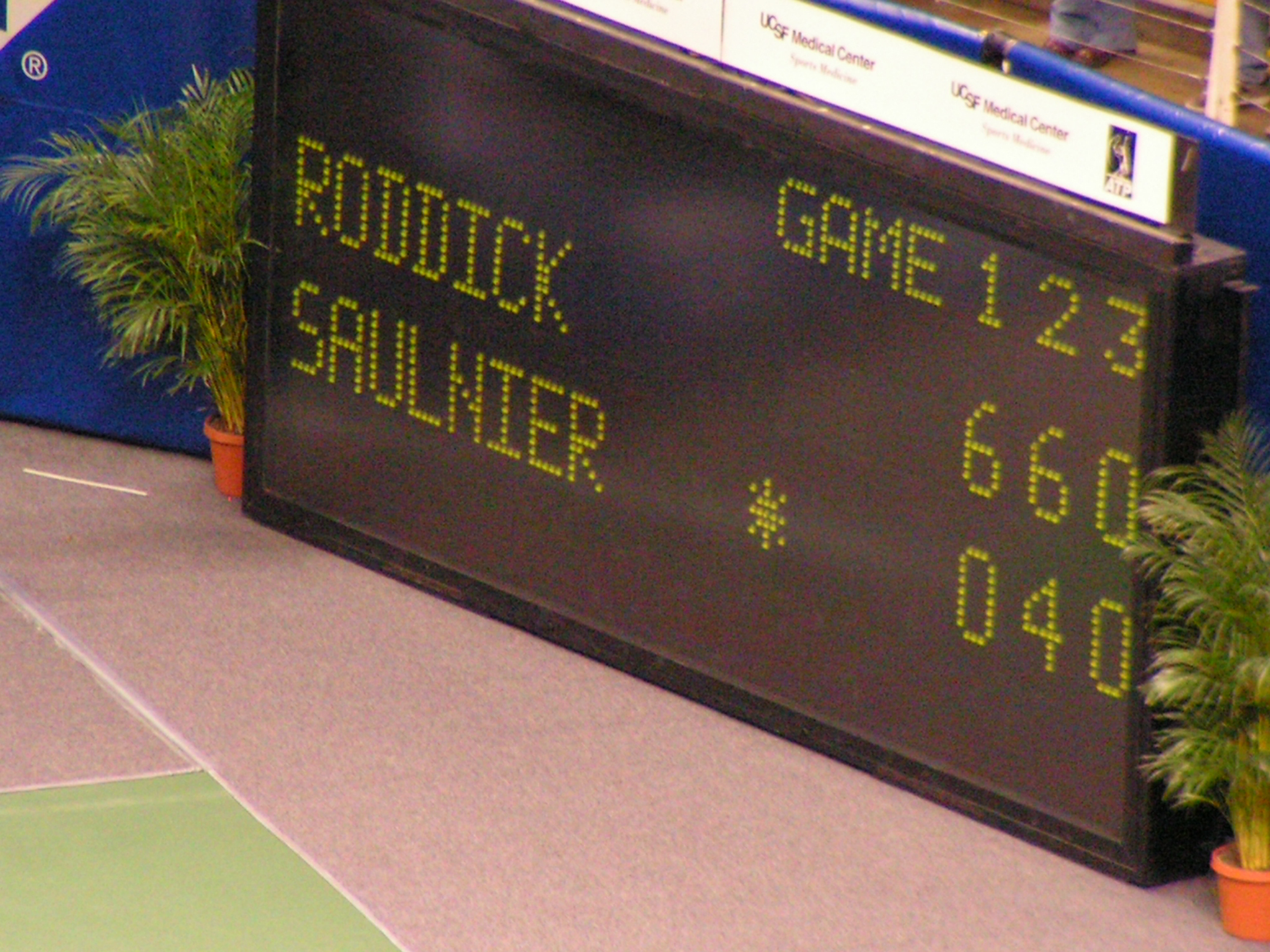
Marcador de un partido de tenis. Andy Roddick le ganó el primer set a Cyril Saulnier 6 a 0 y el segundo 6 a 4. El tercer set está 0 a 0.

La puntuación (o el puntaje) es la suma de puntos obtenida a lo largo de una competición. Una vez terminada la competición, los ganadores y perdedores se determinan según el puntaje de los participantes. Algunos deportes permiten empate en puntos; en otros hay mecanismos de desempate en tal caso. Existe una infinidad de sistemas de puntuación, los que hacen variar el énfasis en cantidad o calidad, precisión o velocidad, y regularidad o espectacularidad.
En la mayor parte de los deportes, se reciben puntos al alcanzar algún tipo de logro, como un gol, anotación o tanto. El jugador o el equipo que logra más puntos es el ganador. Por ejemplo, en el fútbol se recibe un punto cuando el balón cruza por la línea guardada por el portero rival. En cambio, en ciertas competiciones se otorgan puntos como sanciones, y quien acumula menos puntos gana. Es el caso del trial.
Algunos juegos acumulan varios niveles de puntaje. En el voleibol, el primer equipo en alcanzar 25 puntos gana un set, y quien consigue el número de sets determinado gana el partido. El tenis tiene tres niveles de puntuación: punto, juego y set. El primero en ganar cuatro puntos con una diferencia de dos gana un juego. El jugador que consigue seis juegos con una diferencia de dos gana un set. Finalmente, el ganador de un partido es quien gana el número de sets determinado.
En la mayoría de las competiciones, se usa un sistema absoluto de puntos. Sin embargo, ciertos torneos otorgan puntos relativos a otros resultados. En el golf existen dos sistemas de puntuación relativa. En Stroke Play, cada jugador suma o resta golpes en relación con el par de cada hoyo. En Match Play, los jugadores compiten en parejas; en cada hoyo suman un punto, resta uno o mantienen el puntaje si logran menos, más o la misma cantidad de golpes que el rival.
Lo más común es que los puntos sean números enteros, lo cual facilita la interpretación. Sin embargo, en la mayor parte de los deportes de estilo, como patinaje artístico sobre hielo, patinaje artístico sobre ruedas y gimnasia rítmica, se otorga puntaje decimal. Asimismo, en ellos y otras competiciones, el puntaje se otorga subjetivamente, según la decisión de un jurado. En otros casos, el puntaje se otorga objetivamente, según criterios comprobables científicamente, como en varios deportes de pelota y en carreras.
Además de definir partidos individuales, se usan puntos para definir competiciones que consisten en una serie de encuentros. Por ejemplo, en las principales ligas nacionales de fútbol, el ganador de un partido suma tres puntos, el perdedor cero, y ambos consiguen un punto si empatan. En varios campeonatos de automovilismo de la Federación Internacional del Automóvil, el ganador de cada carrera gana 25 puntos, el segundo 18, el tercero 15, y los siguientes competidores menos puntos. En las giras de golf, los jugadores se clasifican según la suma de dinero obtenida en premios.
En varios videojuegos, el objetivo principal de cada partida es conseguir el mayor puntaje. Cada género de videojuego tiene distintas formas de anotaciones. A veces las anotaciones pueden multiplicarse en combos, por ejemplo en un videojuego de lucha al golpear al rival varias veces seguidas en un lapso de tiempo corto. En ciertos juegos como los de rol, hay un puntaje acumulado a lo largo del tiempo llamado puntos de experiencia, que al alcanzar cierto nivel destraba elementos como personajes, cualidades, herramientas, pantallas.